# 2013-as Formula–1 olasz nagydíj
Az olasz nagydíj volt a 2013-as Formula–1 világbajnokság tizenkettedik futama, amelyet 2013. szeptember 6. és szeptember 8. között rendeztek meg az olaszországi Autodromo Nazionale Monzán, Monzában.

## Szabadedzések

### Első szabadedzés
Az olasz nagydíj első szabadedzését szeptember 6-án, pénteken délelőtt tartották. A szabadedzésen három tesztpilóta is részt vett: Giedo van der Garde helyett a finn Heikki Kovalainen, Jules Bianchi helyett pedig a venezuelai Rodolfo Gonzalez ülhetett autóba, míg Adrian Sutil helyett a Force Indiánál a fiatal brit, James Calado kapott lehetőséget, először a szezon folyamán, egyúttal ezzel debütálva.
| helyezés | versenyző         | csapat/motor         | elért idő | különbség | futott kör |
| -------- | ----------------- | -------------------- | --------- | --------- | ---------- |
| 1        | Lewis Hamilton    | Mercedes             | 1:25,565  | -         | 24         |
| 2        | Fernando Alonso   | Ferrari              | 1:25,600  | +0,035    | 25         |
| 3        | Nico Rosberg      | Mercedes             | 1:25,704  | +0,139    | 25         |
| 4        | Sebastian Vettel  | Red Bull-Renault     | 1:25,753  | +0,188    | 26         |
| 5        | Kimi Räikkönen    | Lotus-Renault        | 1:25,941  | +0,376    | 22         |
| 6        | Sergio Pérez      | McLaren-Mercedes     | 1:26,007  | +0,442    | 24         |
| 7        | Jenson Button     | McLaren-Mercedes     | 1:26,035  | +0,470    | 23         |
| 8        | Mark Webber       | Red Bull-Renault     | 1:26,103  | +0,538    | 27         |
| 9        | Pastor Maldonado  | Williams-Renault     | 1:26,149  | +0,584    | 21         |
| 10       | Jean-Éric Vergne  | Toro Rosso-Ferrari   | 1:26,155  | +0,590    | 25         |
| 11       | Esteban Gutiérrez | Sauber-Ferrari       | 1:26,194  | +0,629    | 25         |
| 12       | Romain Grosjean   | Lotus-Renault        | 1:26,295  | +0,730    | 23         |
| 13       | Daniel Ricciardo  | Toro Rosso-Ferrari   | 1:26,387  | +0,822    | 21         |
| 14       | Felipe Massa      | Ferrari              | 1:26,449  | +0,884    | 16         |
| 15       | Paul di Resta     | Force India-Mercedes | 1:26,594  | +1,029    | 13         |
| 16       | Valtteri Bottas   | Williams-Renault     | 1:26,802  | +1,237    | 21         |
| 17       | James Calado      | Force India-Mercedes | 1:27,041  | +1,476    | 24         |
| 18       | Nico Hülkenberg   | Sauber-Ferrari       | 1:27,224  | +1,659    | 16         |
| 19       | Charles Pic       | Caterham-Renault     | 1:27,818  | +2,253    | 24         |
| 20       | Max Chilton       | Marussia-Cosworth    | 1:27,869  | +2,304    | 20         |
| 21       | Heikki Kovalainen | Caterham-Renault     | 1:28,192  | +2,627    | 21         |
| 22       | Rodolfo González  | Marussia-Cosworth    | 1:29,526  | +3,961    | 26         |

### Második szabadedzés
Az olasz nagydíj második szabadedzését szeptember 6-án, pénteken délután tartották.
| helyezés | versenyző           | csapat/motor         | elért idő | különbség | futott kör |
| -------- | ------------------- | -------------------- | --------- | --------- | ---------- |
| 1        | Sebastian Vettel    | Red Bull-Renault     | 1:24,453  | -         | 39         |
| 2        | Mark Webber         | Red Bull-Renault     | 1:25,076  | +0,623    | 39         |
| 3        | Kimi Räikkönen      | Lotus-Renault        | 1:25,116  | +0,663    | 36         |
| 4        | Romain Grosjean     | Lotus-Renault        | 1:25,116  | +0,663    | 40         |
| 5        | Fernando Alonso     | Ferrari              | 1:25,330  | +0,877    | 38         |
| 6        | Lewis Hamilton      | Mercedes             | 1:25,340  | +0,887    | 39         |
| 7        | Nico Rosberg        | Mercedes             | 1:25,367  | +0,914    | 42         |
| 8        | Felipe Massa        | Ferrari              | 1:25,519  | +1,066    | 29         |
| 9        | Jenson Button       | McLaren-Mercedes     | 1:25,532  | +1,079    | 42         |
| 10       | Sergio Pérez        | McLaren-Mercedes     | 1:25,627  | +1,174    | 39         |
| 11       | Paul di Resta       | Force India-Mercedes | 1:25,830  | +1,377    | 40         |
| 12       | Esteban Gutiérrez   | Sauber-Ferrari       | 1:25,888  | +1,435    | 40         |
| 13       | Adrian Sutil        | Force India-Mercedes | 1:26,028  | +1,575    | 37         |
| 14       | Pastor Maldonado    | Williams-Renault     | 1:26,138  | +1,685    | 36         |
| 15       | Jean-Éric Vergne    | Toro Rosso-Ferrari   | 1:26,224  | +1,771    | 32         |
| 16       | Nico Hülkenberg     | Sauber-Ferrari       | 1:26,385  | +1,932    | 43         |
| 17       | Daniel Ricciardo    | Toro Rosso-Ferrari   | 1:26,599  | +2,146    | 39         |
| 18       | Valtteri Bottas     | Williams-Renault     | 1:27,198  | +2,745    | 44         |
| 19       | Max Chilton         | Marussia-Cosworth    | 1:27,548  | +3,095    | 30         |
| 20       | Charles Pic         | Caterham-Renault     | 1:27,696  | +3,243    | 37         |
| 21       | Giedo van der Garde | Caterham-Renault     | 1:27,771  | +3,318    | 38         |
| 22       | Jules Bianchi       | Marussia-Cosworth    | 1:28,057  | +3,604    | 32         |

### Harmadik szabadedzés
Az olasz nagydíj harmadik szabadedzését szeptember 7-én, szombaton délelőtt tartották.
| helyezés | versenyző           | csapat/motor         | elért idő | különbség | futott kör |
| -------- | ------------------- | -------------------- | --------- | --------- | ---------- |
| 1        | Sebastian Vettel    | Red Bull-Renault     | 1:24,360  | -         | 18         |
| 2        | Fernando Alonso     | Ferrari              | 1:24,643  | +0,283    | 13         |
| 3        | Mark Webber         | Red Bull-Renault     | 1:24,677  | +0,317    | 22         |
| 4        | Lewis Hamilton      | Mercedes             | 1:24,712  | +0,352    | 17         |
| 5        | Sergio Pérez        | McLaren-Mercedes     | 1:24,864  | +0,504    | 19         |
| 6        | Daniel Ricciardo    | Toro Rosso-Ferrari   | 1:24,865  | +0,505    | 19         |
| 7        | Felipe Massa        | Ferrari              | 1:24,995  | +0,635    | 14         |
| 8        | Jenson Button       | McLaren-Mercedes     | 1:25,103  | +0,743    | 15         |
| 9        | Pastor Maldonado    | Williams-Renault     | 1:25,116  | +0,756    | 20         |
| 10       | Kimi Räikkönen      | Lotus-Renault        | 1:25,120  | +0,760    | 18         |
| 11       | Jean-Éric Vergne    | Toro Rosso-Ferrari   | 1:25,136  | +0,776    | 16         |
| 12       | Nico Hülkenberg     | Sauber-Ferrari       | 1:25,273  | +0,913    | 21         |
| 13       | Esteban Gutiérrez   | Sauber-Ferrari       | 1:25,324  | +0,964    | 22         |
| 14       | Romain Grosjean     | Lotus-Renault        | 1:25,499  | +1,139    | 17         |
| 15       | Valtteri Bottas     | Williams-Renault     | 1:25,660  | +1,300    | 21         |
| 16       | Adrian Sutil        | Force India-Mercedes | 1:25,702  | +1,342    | 19         |
| 17       | Paul di Resta       | Force India-Mercedes | 1:26,120  | +1,760    | 11         |
| 18       | Charles Pic         | Caterham-Renault     | 1:26,607  | +2,247    | 21         |
| 19       | Giedo van der Garde | Caterham-Renault     | 1:27,172  | +2,812    | 20         |
| 20       | Jules Bianchi       | Marussia-Cosworth    | 1:27,605  | +3,245    | 18         |
| 21       | Max Chilton         | Marussia-Cosworth    | 1:27,665  | +3,305    | 18         |
| 22       | Nico Rosberg        | Mercedes             | 1:27,822  | +3,462    | 5          |

## Időmérő edzés
Az olasz nagydíj időmérő edzését szeptember 7-én, szombaton futották.
| helyezés              | rajtszám | versenyző           | csapat/motor         | 1. rész  | 2. rész  | 3. rész  | rajthely |
| --------------------- | -------- | ------------------- | -------------------- | -------- | -------- | -------- | -------- |
| 1                     | 1        | Sebastian Vettel    | Red Bull-Renault     | 1:24,319 | 1:23,977 | 1:23,755 | 1        |
| 2                     | 2        | Mark Webber         | Red Bull-Renault     | 1:24,923 | 1:24,263 | 1:23,968 | 2        |
| 3                     | 11       | Nico Hülkenberg     | Sauber-Ferrari       | 1:24,776 | 1:24,305 | 1:24,065 | 3        |
| 4                     | 4        | Felipe Massa        | Ferrari              | 1:24,950 | 1:24,479 | 1:24,132 | 4        |
| 5                     | 3        | Fernando Alonso     | Ferrari              | 1:24,661 | 1:24,227 | 1:24,142 | 5        |
| 6                     | 9        | Nico Rosberg        | Mercedes             | 1:24,527 | 1:24,393 | 1:24,192 | 6        |
| 7                     | 19       | Daniel Ricciardo    | Toro Rosso-Ferrari   | 1:24,655 | 1:24,290 | 1:24,209 | 7        |
| 8                     | 6        | Sergio Pérez        | McLaren-Mercedes     | 1:24,635 | 1:24,592 | 1:24,502 | 8        |
| 9                     | 5        | Jenson Button       | McLaren-Mercedes     | 1:24,739 | 1:24,563 | 1:24,515 | 9        |
| 10                    | 18       | Jean-Éric Vergne    | Toro Rosso-Ferrari   | 1:24,630 | 1:24,575 | 1:28,050 | 10       |
| 11                    | 7        | Kimi Räikkönen      | Lotus-Renault        | 1:24,819 | 1:24,610 |          | 11       |
| 12                    | 10       | Lewis Hamilton      | Mercedes             | 1:24,589 | 1:24,803 |          | 12       |
| 13                    | 8        | Romain Grosjean     | Lotus-Renault        | 1:24,737 | 1:24,848 |          | 13       |
| 14                    | 15       | Adrian Sutil        | Force India-Mercedes | 1:25,030 | 1:24,932 |          | 17 [1]   |
| 15                    | 16       | Pastor Maldonado    | Williams-Renault     | 1:24,905 | 1:25,011 |          | 14       |
| 16                    | 14       | Paul di Resta       | Force India-Mercedes | 1:25,009 | 1:25,077 |          | 15       |
| 17                    | 12       | Esteban Gutiérrez   | Sauber-Ferrari       | 1:25,226 |          |          | 16       |
| 18                    | 17       | Valtteri Bottas     | Williams-Renault     | 1:25,291 |          |          | 18       |
| 19                    | 21       | Giedo van der Garde | Caterham-Renault     | 1:26,406 |          |          | 19       |
| 20                    | 20       | Charles Pic         | Caterham-Renault     | 1:26,563 |          |          | 20       |
| 21                    | 22       | Jules Bianchi       | Marussia-Cosworth    | 1:27,085 |          |          | 21       |
| 22                    | 23       | Max Chilton         | Marussia-Cosworth    | 1:27,480 |          |          | 22       |
| 107%-os idő: 1:30,221 |          |                     |                      |          |          |          |          |

Megjegyzés
- ↑ 1:  Adrian Sutil Lewis Hamilton feltartásáért utólag 3 helyes rajtbüntetést kapott.[2]

## Futam
Az olasz nagydíj futamát szeptember 8-án, vasárnap rendezték.
| helyezés | rajtszám | versenyző           | csapat/motor         | futott kör | idő/kiesés oka | rajthely | pont |
| -------- | -------- | ------------------- | -------------------- | ---------- | -------------- | -------- | ---- |
| 1        | 1        | Sebastian Vettel    | Red Bull-Renault     | 53         | 1:18:33,352    | 1        | 25   |
| 2        | 3        | Fernando Alonso     | Ferrari              | 53         | +5,467         | 5        | 18   |
| 3        | 2        | Mark Webber         | Red Bull-Renault     | 53         | +6,350         | 2        | 15   |
| 4        | 4        | Felipe Massa        | Ferrari              | 53         | +9,361         | 4        | 12   |
| 5        | 11       | Nico Hülkenberg     | Sauber-Ferrari       | 53         | +10,355        | 3        | 10   |
| 6        | 9        | Nico Rosberg        | Mercedes             | 53         | +10,999        | 6        | 8    |
| 7        | 19       | Daniel Ricciardo    | Toro Rosso-Ferrari   | 53         | +32,329        | 7        | 6    |
| 8        | 8        | Romain Grosjean     | Lotus-Renault        | 53         | +33,130        | 13       | 4    |
| 9        | 10       | Lewis Hamilton      | Mercedes             | 53         | +33,527        | 12       | 2    |
| 10       | 5        | Jenson Button       | McLaren-Mercedes     | 53         | +38,327        | 9        | 1    |
| 11       | 7        | Kimi Räikkönen      | Lotus-Renault        | 53         | +38,695        | 11       |      |
| 12       | 6        | Sergio Pérez        | McLaren-Mercedes     | 53         | +39,765        | 8        |      |
| 13       | 12       | Esteban Gutiérrez   | Sauber-Ferrari       | 53         | +40,880        | 16       |      |
| 14       | 16       | Pastor Maldonado    | Williams-Renault     | 53         | +49,085        | 14       |      |
| 15       | 17       | Valtteri Bottas     | Williams-Renault     | 53         | +56,827        | 18       |      |
| 16       | 15       | Adrian Sutil        | Force India-Mercedes | 52         | fékhiba        | 17       |      |
| 17       | 20       | Charles Pic         | Caterham-Renault     | 52         | +1 kör         | 20       |      |
| 18       | 21       | Giedo van der Garde | Caterham-Renault     | 52         | +1 kör         | 19       |      |
| 19       | 22       | Jules Bianchi       | Marussia-Cosworth    | 52         | +1 kör         | 21       |      |
| 20       | 23       | Max Chilton         | Marussia-Cosworth    | 52         | +1 kör         | 22       |      |
| ki       | 18       | Jean-Éric Vergne    | Toro Rosso-Ferrari   | 14         | váltó          | 10       |      |
| ki       | 14       | Paul di Resta       | Force India–Mercedes | 0          | baleset        | 15       |      |

## A világbajnokság állása a verseny után
| H   | Versenyzők       | Pont | H   | Konstruktőrök        | Pont |
| --- | ---------------- | ---- | --- | -------------------- | ---- |
| 1.  | Sebastian Vettel | 222  | 1.  | Red Bull-Renault     | 352  |
| 2.  | Fernando Alonso  | 169  | 2.  | Ferrari              | 248  |
| 3.  | Lewis Hamilton   | 141  | 3.  | Mercedes             | 245  |
| 4.  | Kimi Räikkönen   | 134  | 4.  | Lotus-Renault        | 191  |
| 5.  | Mark Webber      | 130  | 5.  | McLaren-Mercedes     | 66   |
| 6.  | Nico Rosberg     | 104  | 6.  | Force India-Mercedes | 61   |
| 7.  | Felipe Massa     | 79   | 7.  | Toro Rosso-Ferrari   | 31   |
| 8.  | Romain Grosjean  | 57   | 8.  | Sauber-Ferrari       | 17   |
| 9.  | Jenson Button    | 48   | 9.  | Williams-Renault     | 1    |
| 10. | Paul di Resta    | 36   | 10. | Marussia-Cosworth    | 0    |

(A teljes táblázat)

## Statisztikák
- Vezető helyen:
  - Sebastian Vettel : 49 kör (1-23 / 28-53)
  - Fernando Alonso : 4 kör (24-27)
- Sebastian Vettel 32. győzelme, 40. pole-pozíciója.
- A Red Bull 40. győzelme.
- Lewis Hamilton 13. leggyorsabb köre.
- Sebastian Vettel 55., Fernando Alonso 93., Mark Webber 38. dobogós helyezése.